# Doublet Pool
Doublet Pool est une source chaude située dans le Upper Geyser Basin dans le parc national de Yellowstone aux États-Unis.
Doublet Pool fait 7,5 m de long, 3 m de large et 2,5 m de profondeur et sa température est de 84,4 °C. Son bord festonné est fait de geyserite. Des éruptions peuvent se produire mais ne durent pas plus de 8 minutes. La source, sur la droite, entre en éruption environ toutes les 2 heures. Il y a parfois des vibrations, des mouvements d'onde à la surface, des bruits sourds ; ces effets sont causés par l'effondrement de bulles de gaz et de vapeur profondément dans la terre. On n'a pu observer que deux ou trois éruptions de Doublet Pool.